# مبنى لوبيانكا
لوبيانكا (بالروسية: Лубя́нка)‏؛ (بالروسية: lʊˈbʲankə)‏
) هو مبنى مقر جهاز الأمن الفيدرالي الروسي والسجن التابع له، ويقع المبنى في ساحة لوبيانكا في منطقة ميششانسكي في العاصمة الروسية موسكو. بُني المبنى وفقا لطراز نيو باروك المعماري، وقد صممه ألكسندر إيفانوف في عام 1897 وتم توسيعُه من قبل أليكسي شتشوسيف خلال الفترة من عام 1940 إلى 1947، وهُو مبنى كبير بواجهة من الطوب الأصفر. كان المبنى سابقا يضُم المقر الرئيسي لجهاز لجنة أمن الدولة ؛ ولذلك لا تزال واجهة المبنى تحتوي على شعارات المطرقة والمنجل السوفياتية.